# The 39 Steps (pel·lícula de 2008)
The 39 Steps és un telefilm britànic dirigit per James Hawes, difós l'any 2008.

## Argument
Adaptació de la novel·la de John Buchan.
Richard Hannay és en un music-hall londinenc. De sobte, sona un tret i comença una baralla. Enmig del tumult, una noia espantada li pregunta si pot anar amb ell. Richard accedeix i la porta al seu apartament

## Repartiment
- Rupert Penry-Jones : Richard Hannay
- Lydia Leonard : Victoria Sinclair
- David Haig : Sir George Sinclair
- Patrick Malahide : Professor Fisher
- Patrick Kennedy : Hellory Sinclair
- Eddie Marsan : Scudder
- Alex Jennings : Capità Kell
- Steven Elder : Vicar / Wakeham
- Werner Daehn : Ackerman
- Peter Stark : Engel
- Del Synnott : Gendarme
- Roger De Courcey : Ventríloc
- David Gallacher : Professor Butler
- James Bryce : Conserge al Club
- Stewart Preston : Noi al Club